# Bahía de Gwadar

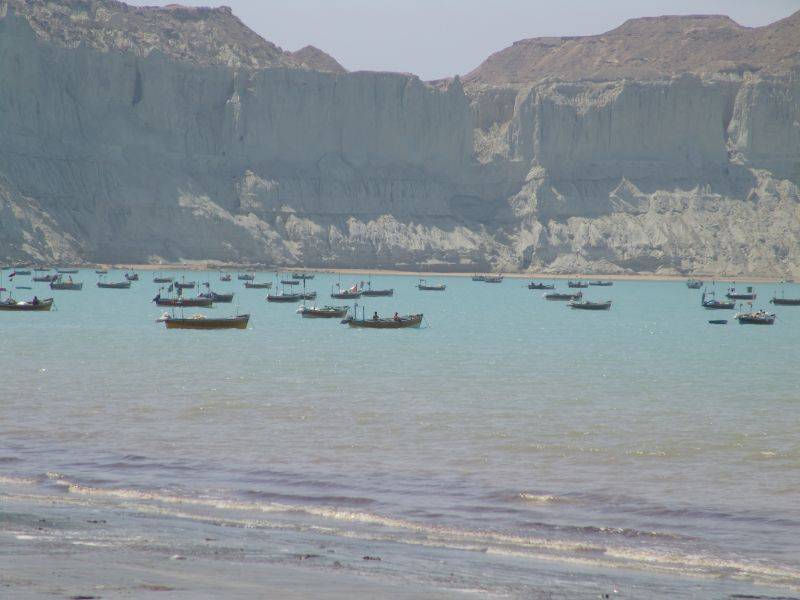
Vista de la costa oeste de la bahía

La bahía de Gwadar (en urdu: خخلیج گوادر) es una pequeña bahía pakistaní que se encuentra en las inmediaciones de la frontera marítima entre Pakistán e Irán. Es una ensenada del mar Arábigo que yace en la arenosa costa del Makrán. La ciudad de Gwadar (Pakistán) da nombre a la bahía.
No debe de confundirse con la cercana bahía de Gwatar, localizada al oeste, en la frontera entre Pakistán e Irán.
- Datos: Q3246640
- Multimedia: Gwadar Bay / Q3246640